# Igliwie

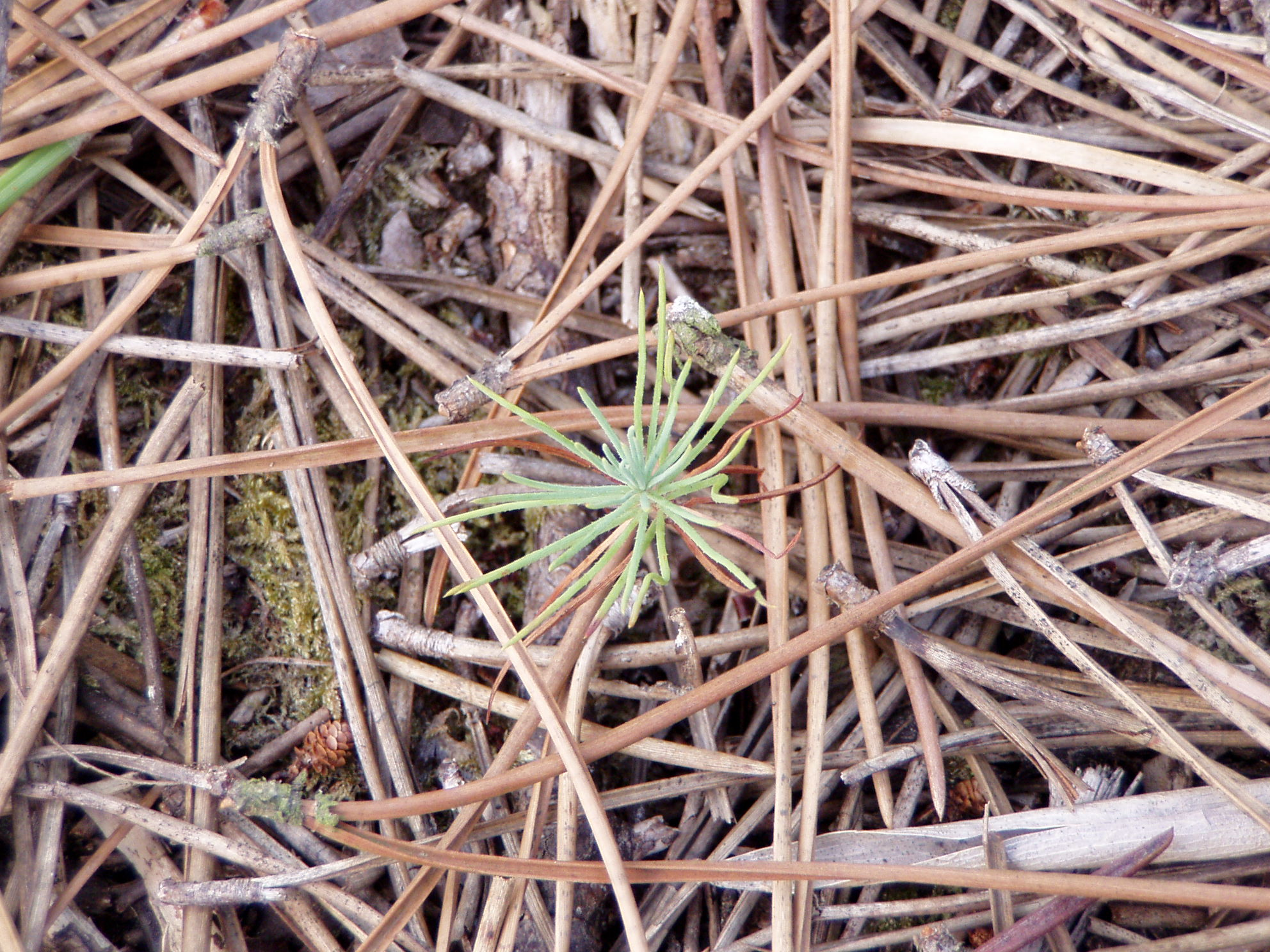
Igliwie i siewka sosny nadmorskiej

Igliwie – opadłe na dno lasu liście (igły) drzew iglastych, stanowiące składnik ściółki leśnej. Igliwie stanowi także surowiec użytkowany do wyrobu m.in. pasz, olejków eterycznych, sztucznego włosia, stroiszu, wosków, papieru, płyt izolacyjnych. Do przerobu pozyskiwane jest jednak zwykle w formie cetyny, tj. pozyskiwane jest z gałęzi drzew iglastych po ich obaleniu w lasach użytkowanych rębnie. Igliwie sosen długoigielnych stanowi także surowiec dla plecionkarstwa.

## Skład chemiczny
Skład chemiczny igliwia jest zmienny w zależności od gatunku, pory roku, warunków naświetlenia w czasie rozwoju, jego świeżości i czasu rozkładu na dnie lasu.
Igliwie w świeżej masie w około połowie składa się z wody. W suchej masie dominuje lignina (ok. 23% w igliwiu sosnowym i 29% w świerkowym) i celuloza (ok. 30% w igliwiu sosnowym i 18% w świerkowym), pentozany stanowią ok. 6–7%. Garbniki roślinne oraz związki redukujące występują w ilościach ok. 4–5% w igliwiu sosnowym i po ok. 10% w igliwiu świerkowym. Soli mineralnych jest zwykle ok. 3 do 5%, w tym m.in. żelazo, wapń, miedź, fosfor, kobalt, mangan. Spośród składników pokarmowych igliwie zawiera ok. 7% cukrów prostych, 10% białek i 7% tłuszczów. Bogate jest w witaminy – w 100 g masy zawiera ich do kilkunastu razy więcej niż miąższ cytryny, tj. od 150 do 500 mg. Występują w nim: karoteny, witaminy E, K, P i in. Chlorofili jest 500–1400 mg% (najwięcej latem). Poza tym igliwie zawiera substancje żywiczne, fitoncydy, glikozydy i in.
Igliwie jest 30-krotnie bardziej zasobne w sole mineralne od tkanek zdrewniałych drzew.

## Rola biocenotyczna
Ze względu na skład chemiczny i właściwości strukturalne igliwie odgrywa istotną rolę w kształtowaniu warunków siedliskowych w lasach. Jego usuwanie powodować może zubożenie siedliska. Odpowiada w istotnym zakresie za obieg soli mineralnych, zwłaszcza w lasach, w których eksploatowane jest drewno. Odgrywa poza tym ważną rolę w kształtowaniu struktury gleby, poprawia jej właściwości higroskopijne, na stokach ogranicza erozję i denudację. Igliwie ma też istotny wpływ na kształtowanie edafonu i rozwój grzybów, w tym odpowiadających za tworzenie sieci mykoryzowych. Igliwie stanowi istotny budulec mrowisk w lasach iglastych. Jest też ważnym składnikiem pożywienia głuszca.
Nagromadzenie się igliwia na dnie lasu podnosi ryzyko pożarów, może też zwiększać prawdopodobieństwo gradacji szkodników sosen. Gruba i słabo napowietrzona warstwa igliwia rozkłada się powoli, zwłaszcza problematyczne jest pod tym względem igliwie świerkowe, przyczyniające się znacznie do zakwaszania gleby.

## Zastosowanie

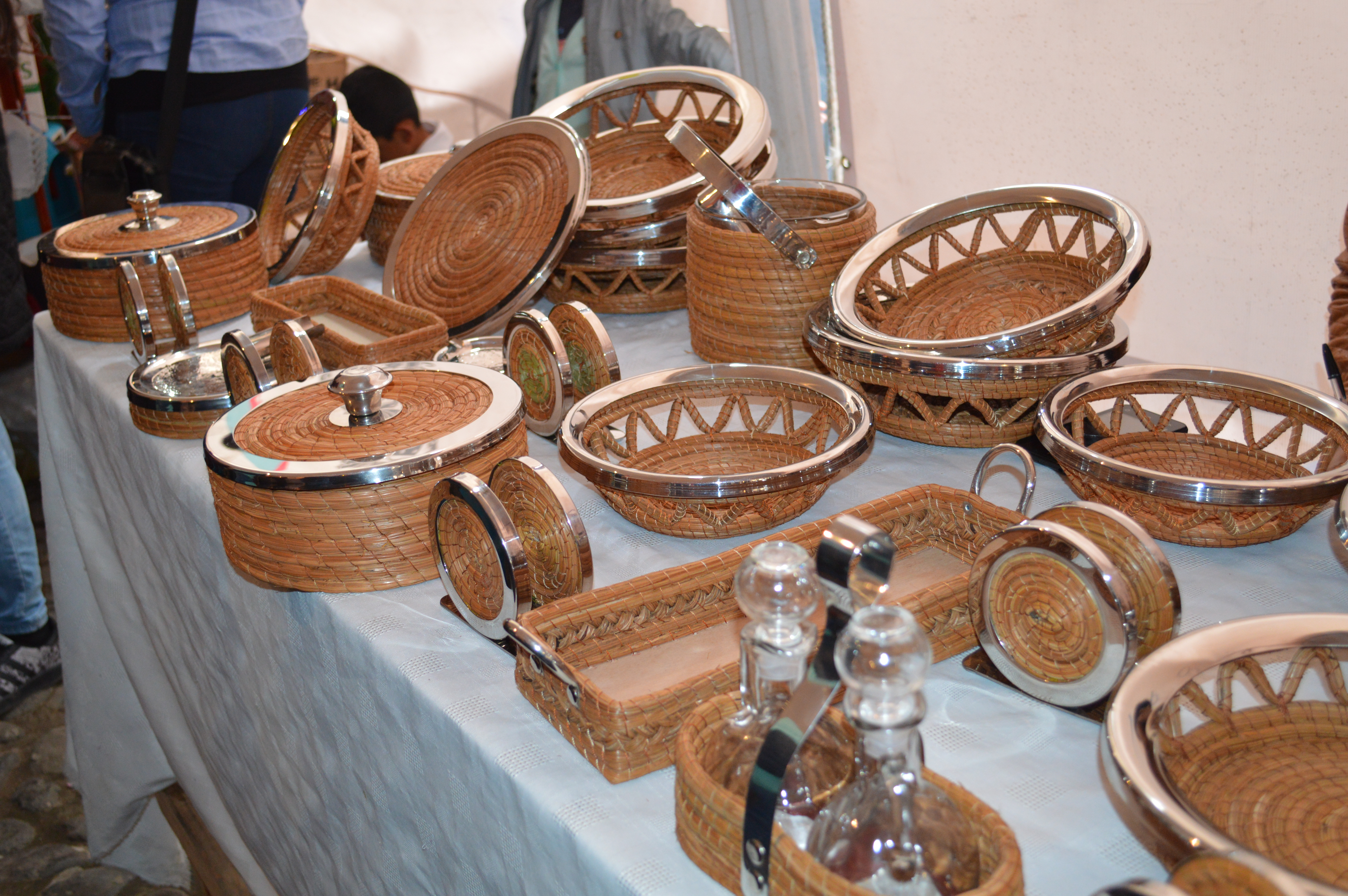
Wyroby plecionkarskie z igieł sosnowych z Meksyku

Igliwie było ważnym surowcem w Związku Radzieckim, w którym z igieł wyrabiano mączkę paszowo-witaminową, pastę chlorofilowo-karotenową i inne produkty. W Polsce do 1960 wyrabiano z igliwia sztuczne włosie. Pozyskuje się nadal igliwie w postaci cetyny do wyrobu stroiszy (głównie igliwie jodłowe i świerkowe), olejków eterycznych (głównie jodłowe i sosnowe) oraz ekstraktu kąpielowego. W tradycjach wielu regionów obecne jest i prawdopodobnie ma dawną historię (nieudokumentowaną ze względu na nietrwałość wyrobów) stosowanie igieł sosnowych do wyplatania różnych wyrobów, zwłaszcza w formie koszyków. Igliwie sosen wykorzystywane jest w plecionkarstwie w Ameryce Północnej i Środkowej, w Azji Południowo-Wschodniej, na Wyspach Kanaryjskich.

### Mączka paszowo-witaminowa
Wyrabia się ją ze świeżych igieł szybko wysuszonych w wysokiej temperaturze i zmielonych. Z 1 tony cetyny uzyskuje się 250 kg mączki. Stosuje się ją jako kilkuprocentowy dodatek do karmy zwierząt hodowlanych. Preparat ma zwiększać mleczność krów i nieśność kur. Wartości odżywcze mąka z igliwia ma jak dobrej jakości siano, a w odniesieniu do chlorofilu, soli mineralnych i witamin jest od niego zasobniejsza. W krajach Związku Radzieckiego w 1983 produkowano 175 tys. ton mączki z igliwia.

### Pasta chlorofilowo-karotenowa
Stanowi zagęszczony ekstrakt benzenowy. Z 1 tony cetyny uzyskuje się ok. 50 kg pasty. Wykorzystywana jest do wyrobu leków oraz produktów kosmetycznych (mydeł, kremów do golenia, past do zębów).

### Olejki eteryczne
Pozyskiwane są ze świeżego igliwia metodą destylacji z parą wodną. Cenionym surowcem do produkcji olejków jest zwłaszcza cetyna jodły syberyjskiej, w mniejszym stopniu jodły pospolitej i sosny zwyczajnej. Olejki z igieł jodłowych i sosnowych wykorzystuje się do produkcji mydeł i odświeżaczy powietrza.

### Sztuczne włosie
Wytwarzane było jako namiastka tzw. trawy morskiej, tj. materiał wyściółkowy. Używane było przy wyrobie mebli tapicerowanych oraz w siedziskach w wagonach kolejowych. Wyrabiano je poprzez wygniatanie igieł, działanie zasad lub grzybów pleśniowych. Zastosowanie sztucznego włosia skończyło się wraz z popularyzacją materiałów wyściółkowych z tworzyw sztucznych.